# Stor-Älgsjön, Jämtland
Stor-Älgsjön är en sjö i Bergs kommun i Jämtland och ingår i Indalsälvens huvudavrinningsområde. Sjön har en area på 0,0865 kvadratkilometer och ligger 331,5 meter över havet.

## Delavrinningsområde
Stor-Älgsjön ingår i det delavrinningsområde (697885-143513) som SMHI kallar för Mynnar i Storsjön. Medelhöjden är 329 meter över havet och ytan är 3,86 kvadratkilometer. Räknas de 42 avrinningsområdena uppströms in blir den ackumulerade arean 498,63 kvadratkilometer. Billstaån som avvattnar avrinningsområdet har biflödesordning 2, vilket innebär att vattnet flödar genom totalt 2 vattendrag innan det når havet efter 271 kilometer. Avrinningsområdet består mestadels av skog (37 procent), öppen mark (21 procent) och jordbruk (14 procent). Avrinningsområdet har 0,09 kvadratkilometer vattenytor vilket ger det en sjöprocent på 2,2 procent. Bebyggelsen i området täcker en yta av 0,32 kvadratkilometer eller 8 procent av avrinningsområdet.